# Pittsburgh Steelers
I Pittsburgh Steelers sono una squadra professionistica di football americano della NFL con sede a Pittsburgh in Pennsylvania. Competono nella North Division della American Football Conference. 
Fondati nel 1933, gli Steelers sono la più antica franchigia della AFC. Pittsburgh ha vinto il maggior numero di Super Bowl a pari merito con i New England Patriots (sei), e ha giocato (quindici) e ospitato (undici) il maggior numero di finali di conference della lega. Gli Steelers condividono con i Dallas Cowboys e i Denver Broncos 8 apparizioni al Super Bowl. Hanno vinto il loro titolo più recente, il Super Bowl XLIII, il 1º febbraio 2009. 
Gli Steelers sono stati fondati come Pittsburgh Pirates l'8 luglio 1933, da Art Rooney, prendendo il loro nome dalla squadra di baseball della città, una pratica comune all'epoca. Da allora la proprietà è sempre rimasta in mano alla famiglia Rooney. Il logo della squadra è formato dalla scritta "Steelers" circondata da tre ipocicloidi (descritti come "diamanti stilizzati") a quattro punte.
Al 2024, secondo la rivista Forbes, il valore degli Steelers è di circa 5,3 miliardi di dollari, diciassettesimi tra le franchigie della NFL.

## Storia
I Pittsburgh Steelers debuttarono sul campo come Pittsburgh Pirates il 20 settembre 1933, perdendo 23–2 con i New York Giants. Durante gli anni trenta i Pirates non finirono mai più in alto del secondo posto nella loro division, o con un record migliore del 50 per cento (1936). Nel 1938 ingaggiarono Byron White, un futuro giudice della Corte Suprema statunitense, in quello che all'epoca fu il più grande contratto della storia dell'NFL, ma egli giocò lì solo un anno prima di firmare con i Detroit Lions. Prima della stagione 1940 i Pirates cambiarono il loro nome in Steelers.
Durante la seconda guerra mondiale gli Steelers si fusero due volte con altre franchigie dell'NFL per ovviare al problema di carenza di giocatori. Durante la stagione 1943 si fusero con i Philadelphia Eagles formando i "Phil-Pitt Eagles", conosciuti anche come "Steagles". Questa squadra finì con record di 5–4–1. Nel 1944 si fusero con i Chicago Cardinals divenendo conosciuti come Card-Pitt (o "Carpets"). Questa squadra terminò 0–10, segnando la prima stagione senza vittorie della storia della franchigia.
Gli Steelers raggiunsero i playoff per la prima volta nel 1947, arrivando alla pari al primo posto della division insieme ai Philadelphia Eagles con un record di 8–4. Questo rese necessario uno spareggio al Forbes Field che gli Steelers persero 21–0. Questa fu l'unica gara di playoff di Pittsburgh per oltre 25 anni; essi si qualificarono per il "Playoff Bowl" nel 1962 come secondo miglior team della loro conference ma quella non fu considerata una gara di playoff ufficiale.
Nel 1970, anno in cui si trasferirono al Three Rivers Stadium ed anno della fusione tra AFL e NFL, i Pittsburgh Steelers furono uno dei tre team della vecchia guardia dell'NFL a passare all'appena formata American Football Conference (gli altri furono i Cleveland Browns e i Baltimore Colts), per pareggiare il numero di squadre delle due conference nella lega appena fusa. Gli Steelers ricevettero anche 3 milioni di dollari di bonus per la ricollocazione, i quali furono di notevole importanza per le loro casse; per anni infatti essi raramente avevano avuto disponibilità finanziarie tali da costruire una squadra in grado di lottare per il titolo.

### L'era di Chuck Noll

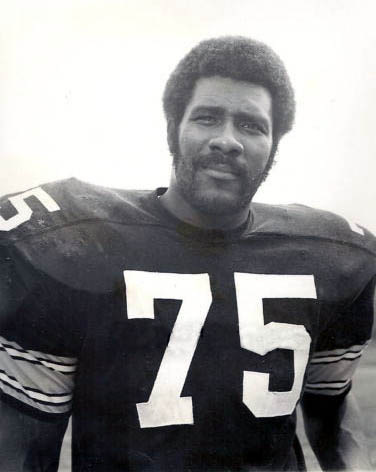
Joe Greene.

La sfortunata storia degli Steelers cambiò con l'assunzione dell'allenatore Chuck Noll per la stagione 1969. La più grande abilità di Noll fu nelle selezioni per il Draft, in cui scelse gli Hall of Famer "Mean" Joe Greene nel 1969, Terry Bradshaw e Mel Blount nel 1970, Jack Ham nel 1971, Franco Harris nel 1972, per finire, nel 1974, con un'incredibile chiamata di quattro Hall of Famer in un unico draft, Lynn Swann, Jack Lambert, John Stallworth e Mike Webster. Il Draft 1974 degli Steelers fu il loro migliore di sempre: nessun altro team ha mai scelto più di due futuri Hall of Famer in un solo anno.
I giocatori scelti all'inizio del decennio formarono la base per una storica dinastia nell'NFL, raggiungendo i playoff in 8 stagioni e diventando l'unica squadra della storia dell'NFL a vincere quattro Super Bowl in sei anni, oltre ad essere stata la prima a vincerne più di due. Essi inoltre registrarono nella stagione regolare un record di 49 vittorie consecutive (1971–1979) contro squadre che quell'anno avrebbero terminato con un record perdente.
Gli Steelers soffrirono una catena di infortuni nella stagione 1980 e mancarono i playoff con record di 9–7. La stagione 1981 non fu migliore, finendo con 8-8. La squadra fu poi colpita dal ritiro di tutti i suoi giocatori chiave degli anni dei Super Bowl. "Mean" Joe Greene si ritirò dopo la stagione 1982, Lynn Swann e Jack Ham dopo i playoff dello stesso anno, Terry Bradshaw e Mel Blount dopo il division round del 1983 e Jack Lambert dopo la finale dell'AFC del 1984.
Dopo questi ritiri la franchigia terminò la sua prima stagione con un record negativo dal 1971. Malgrado fossero ancora competitivi gli Steelers non finirono sopra il 50 per cento nel 1985, 1986 e 1988. Nel 1987, anno dello sciopero dei giocatori, gli Steelers finirono con un record di 8–7 ma mancarono i playoff. Nel 1989, essi raggiunsero i playoff guidati dalla forza di Merril Hoge e Rod Woodson prima di saltarli nelle due stagioni successive.

### L'era di Bill Cowher

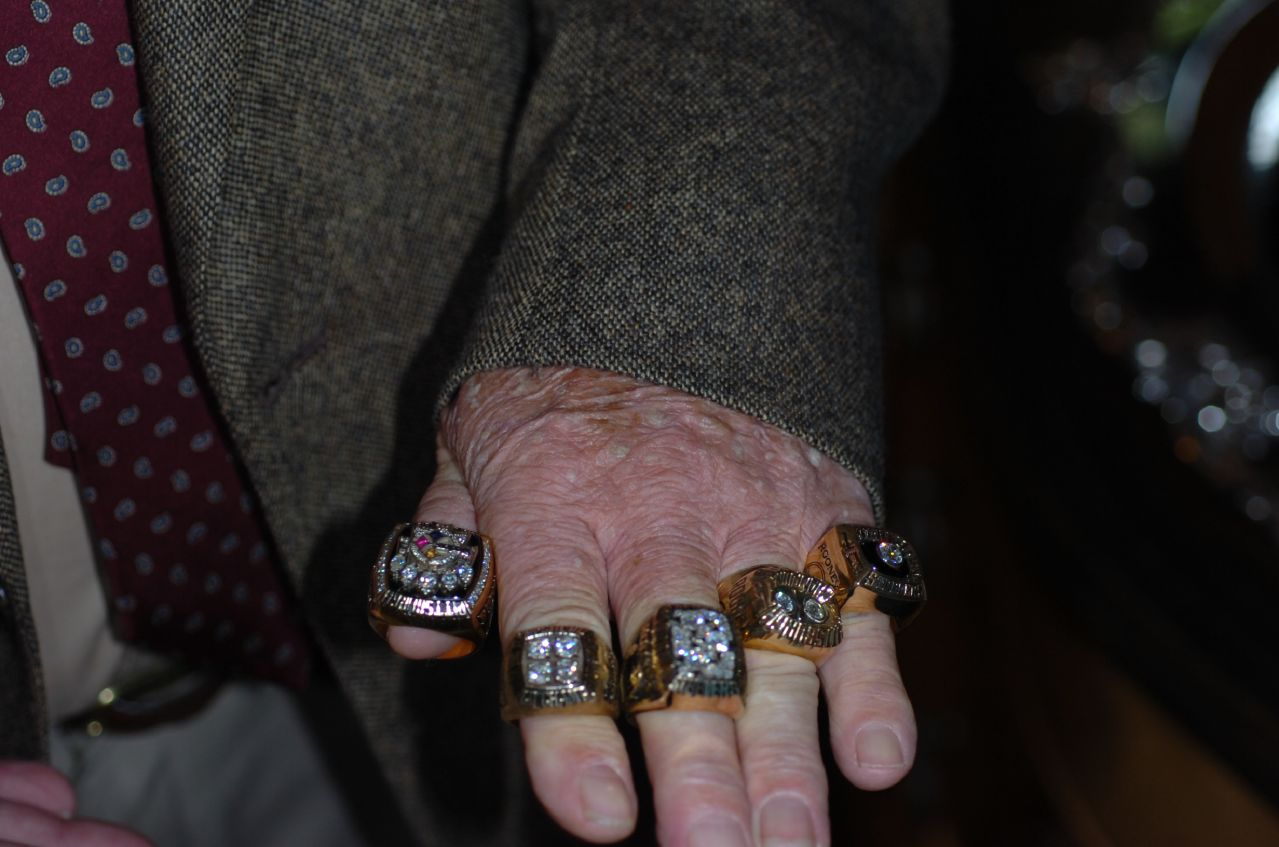
I cinque anelli del Super Bowl vinti prima del 2009

Nel 1992 Chuck Noll si ritirò e fu sostituito dal coordinatore difensivo dei Kansas City Chiefs Bill Cowher, nativo di Pittsburgh. Cowher guidò gli Steelers ai playoff in ognuna delle sue prime sei stagioni, un record condiviso solo con il leggendario allenatore Paul Brown dei Cleveland Browns. In queste prime sei stagioni Cowher li guidò fino alla finale dell'AFC Championship Game tre volte, oltre ad un'apparizione nel Super Bowl del 1995, sospinti dalla propria difesa. Gli Steelers persero però con i Dallas Cowboys due settimane dopo un'avvincente finale di AFC vinta sugli Indianapolis Colts. Cowher pareggiò il record di cinque Super Bowl vinti nel 2005, dieci anni dopo, contro i campioni della National Football Conference, i Seattle Seahawks. Con quella vittoria gli Steelers divennero la terza squadra a vincere cinque Super Bowl. Nel 2006 la squadra finì con un record di 8–8, non sufficiente per raggiungere i playoff. In totale la squadra di Cowher raggiunse i playoff in 10 delle sue 15 stagioni partecipando a sei finali della AFC e a due Super Bowl vincendone uno.

### L'era di Mike Tomlin

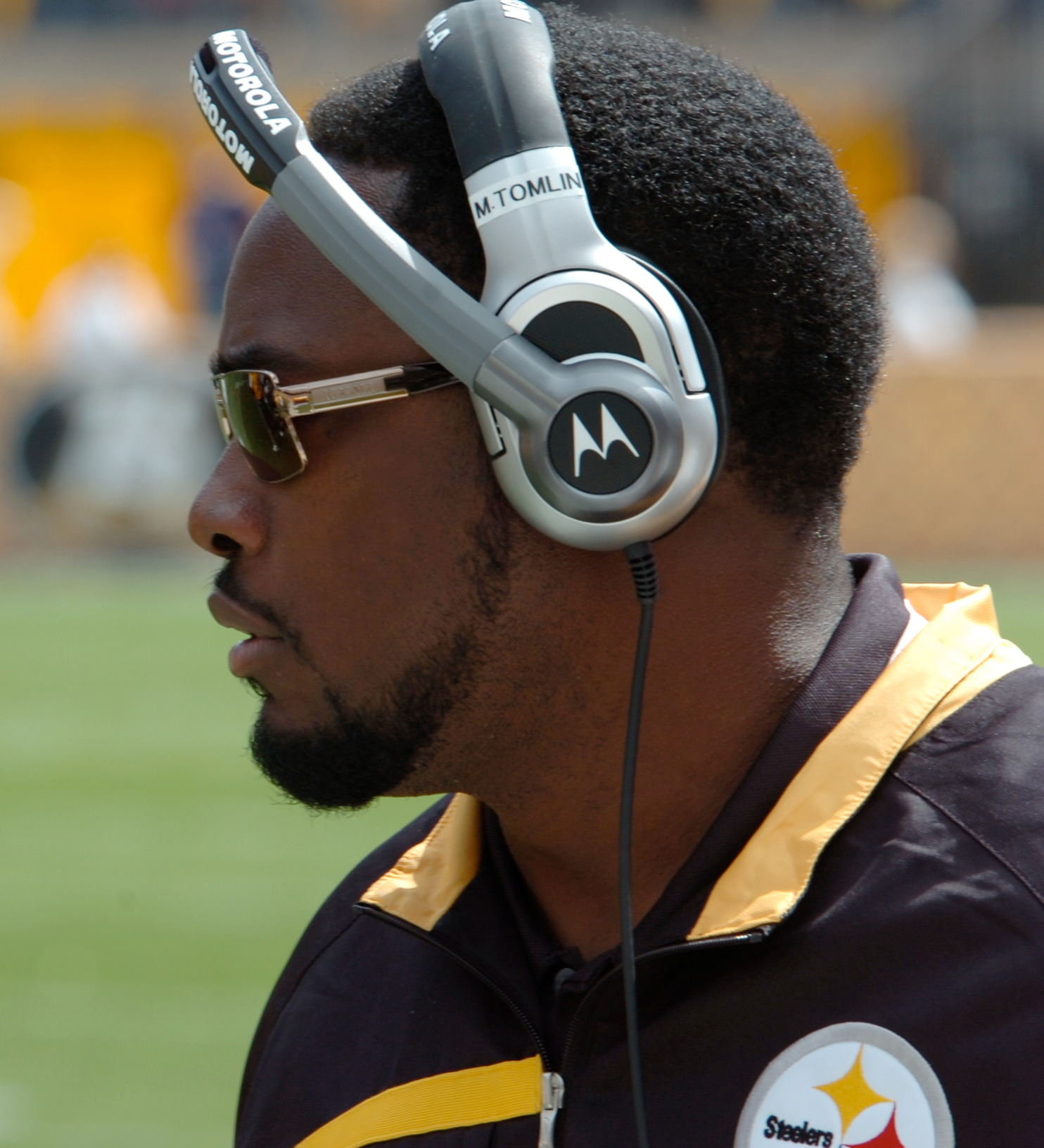
Mike Tomlin nel 2009 fu il più giovane capo-allenatore della storia a vincere il Super Bowl

Il 7 gennaio 2007 Cowher rassegnò le sue dimissioni come allenatore degli Steelers, citando la necessità di passare maggior tempo con la sua famiglia. Egli non usò mai il termine "ritiro", lasciando aperta la porta ad una possibile ritorno come allenatore di un'altra squadra. Un comitato di tre persone composto da Art Rooney II, Dan Rooney e Kevin Colbert fu stabilito per scegliere un nuovo allenatore. I candidati erano il coordinatore offensivo Ken Whisenhunt, l'allenatore della linea offensiva Russ Grimm, l'ex coordinatore offensivo Chan Gailey, il coordinatore difensivo dei Minnesota Vikings Mike Tomlin e il coordinatore difensivo dei Chicago Bears Ron Rivera.
Il 22 gennaio 2007 Mike Tomlin venne presentato come successore di Cowher. Tomlin è stato il primo afro-americano ad essere nominato capo-allenatore dei Pittsburgh Steelers nei loro 75 anni di storia. Tomlin divenne il terzo allenatore consecutivo degli Steelers a raggiungere il Super Bowl, pareggiando il conto con i Dallas Cowboys (Tom Landry, Jimmy Johnson e Barry Switzer) in questa specialità. Egli fu nominato Motorola Coach of the Year del 2008. Il 1º febbraio 2009, Tomlin guidò gli Steelers a vincere il loro secondo Super Bowl del decennio, vincendo 27–23 sugli Arizona Cardinals di Kurt Warner. All'età di 36 anni egli fu il più giovane capo allenatore della storia a vincere il Super Bowl e solo il secondo allenatore afro-americano a farlo (il primo fu Tony Dungy). Nella stagione 2010 Tomlin divenne l'unico a raggiungere due Super Bowl prima dei 40 anni.
Tomlin guidò il team al suo secondo Super Bowl (Super Bowl XLV) il 6 febbraio 2011. Gli Steelers però alla loro ottava apparizione vennero sconfitti dai Green Bay Packers per 31–25. La stagione successiva Pittsburgh non vinse la sua division e fu costretta a giocarsi il turno delle wild card contro i Denver Broncos che, guidati da Tim Tebow, eliminarono gli Steelers alla prima azione dei tempi supplementari. Nel 2012 e 2013 invece, la squadra non riuscì a qualificarsi per la post-season. Vi tornò sempre nelle tre stagioni che seguirono, guidata da Roethlisberger, Antonio Brown e Le'Veon Bell, raggiungendo come miglior risultato la finale di conference nel 2016, persa contro i Patriots.

## Stagione per stagione
La seguente è la lista delle ultime dieci stagioni degli Steelers
| Cronistoriadei Pittsburgh Steelers | Cronistoriadei Pittsburgh Steelers | Cronistoriadei Pittsburgh Steelers | Cronistoriadei Pittsburgh Steelers | Cronistoriadei Pittsburgh Steelers | Cronistoriadei Pittsburgh Steelers | Cronistoriadei Pittsburgh Steelers | Cronistoriadei Pittsburgh Steelers | Cronistoriadei Pittsburgh Steelers | Cronistoriadei Pittsburgh Steelers | Cronistoriadei Pittsburgh Steelers |                              |
| Stagione di lega                   | Stagione di squadra                | Lega                               | Conference                         | Division                           | Stagione regolare                  | Stagione regolare                  | Stagione regolare                  | Stagione regolare                  | Play-off | Premi individuali                  |                              |
| Stagione di lega                   | Stagione di squadra                | Lega                               | Conference                         | Division                           | Pos.                               | V                                  | S                                  | P                                  | Play-off | Premi individuali                  |                              |
| ---------------------------------- | ---------------------------------- | ---------------------------------- | ---------------------------------- | ---------------------------------- | ---------------------------------- | ---------------------------------- | ---------------------------------- | ---------------------------------- | --- | ---------------------------------- | ---------------------------- |
| 2008                               | 2008                               | NFL                                | AFC                                | North                              | 1                                  | 12                                 | 4                                  | 0                                  | V Divisional play-off contro i San Diego Chargers (35-24) V AFC Championship contro i Baltimore Ravens (23-14) V Super Bowl XLIII contro gli Arizona Cardinals (27-23) |                                    |                              |
| 2009                               | 2009                               | NFL                                | AFC                                | North                              | 3                                  | 9                                  | 7                                  | 0                                  | non disputati |                                    |                              |
| 2010                               | 2010                               | NFL                                | AFC                                | North                              | 1                                  | 12                                 | 4                                  | 0                                  | V Divisional play-off contro i Baltimore Ravens (31-24) V AFC Championship contro i New York Jets (24-19) S Super Bowl XLV contro i Green Bay Packers (25-31)          |                                    |                              |
| 2011                               | 2011                               | NFL                                | AFC                                | North                              | 2                                  | 12                                 | 4                                  | 0                                  | S Wild Card Game contro i Denver Broncos (23-29 all'overtime) |                                    |                              |
| 2012                               | 2012                               | NFL                                | AFC                                | North                              | 3                                  | 8                                  | 8                                  | 0                                  | non disputati |                                    |                              |
| 2013                               | 2013                               | NFL                                | AFC                                | North                              | 2                                  | 8                                  | 8                                  | 0                                  | non disputati |                                    |                              |
| 2014                               | 2014                               | NFL                                | AFC                                | North                              | 1                                  | 11                                 | 5                                  | 0                                  | S Wild Card Game contro i Baltimore Ravens (30-17) |                                    |                              |
| 2015                               | 2015                               | NFL                                | AFC                                | North                              | 2                                  | 10                                 | 6                                  | 0                                  | V Wild Card Game contro i Cincinnati Bengals (18-16) S Divisional play-off contro i Denver Broncos (23-16)                                                             |                                    |                              |
| 2016                               | 2016                               | NFL                                | AFC                                | North                              | 1                                  | 11                                 | 2                                  | 0                                  | V Wild Card Game contro i Miami Dolphins (30-12) V Divisional play-off contro i Kansas City Chiefs (18-16) S AFC Championship contro i New England Patriots (36-17)    |                                    |                              |
| 2017                               | 2017                               | NFL                                | AFC                                | North                              | 1                                  | 13                                 | 3                                  | 0                                  | S Divisional play-off contro i Jacksonville Jaguars (45-42) |                                    |                              |
| Totale                             | Totale                             | Totale                             | Totale                             | Totale                             | Totale                             | 619                                | 552                                | 21                                 | Record di stagione regolare | Record di stagione regolare        | Record di stagione regolare  |
| Totale                             | Totale                             | Totale                             | Totale                             | Totale                             | Totale                             | 36                                 | 25                                 |                                    | Record dei play-off | Record dei play-off                | Record dei play-off          |
| Totale                             | Totale                             | Totale                             | Totale                             | Totale                             | Totale                             | 655                                | 577                                | 21                                 | Stagione regolare e play-off | Stagione regolare e play-off       | Stagione regolare e play-off |

Legenda
- Vittoria nel Super Bowl (dal 1966)
- Vittoria nella lega (1920-1969)
- Vittoria nella Conference

- Vittoria nella Division
- Qualificazione al Wild Card Game (dal 1978)
- V = Vittorie

- S = Sconfitte
- P = Pareggi
- T = Posizione a pari merito

## Giocatori importanti

### Membri della Pro Football Hall of Fame
Alla classe del 2020, 20 giocatori e 4 membri dello staff dei Pittsburgh sono stati inseriti nella Pro Football Hall of Fame.

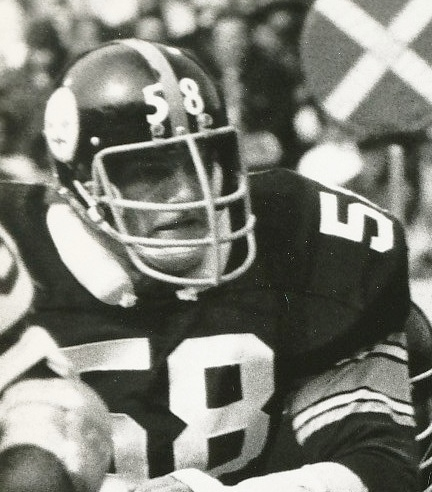
Jack Lambert

| Hall of Famer dei Pittsburgh Steelers |         |                 |                        |
| Anno                                  | N.      | Ruolo           | Giocatore              |
| 1963                                  | --      | Proprietario    | Bert Bell              |
| 1963                                  | --      | WR e Allenatore | Johnny "Blood" McNally |
| 1964                                  | --      | Fondatore       | Arthur J.Rooney        |
| 1966                                  | 35      | RB e DB         | Bill Dudley            |
| 1966                                  | --      | G e Allenatore  | Walt Kiesling          |
| 1967                                  | 22      | QB              | Bobby Layne            |
| 1969                                  | 70      | DT              | Ernie Stautner         |
| 1987                                  | 72, 75  | DT              | Joe Greene             |
| 1987                                  | 87      | DT              | John Henry Johnson     |
| 1988                                  | 59      | LB              | Jack Ham               |
| 1989                                  | 47      | CB              | Mel Blount             |
| 1989                                  | 12      | QB              | Terry Bradshaw         |
| 1990                                  | 32 e 34 | RB              | Franco Harris          |
| 1990                                  | 58      | LB              | Jack Lambert           |
| 1993                                  | --      | Allenatore      | Chuck Noll             |
| 1997                                  | 52 e 53 | C               | Mike Webster           |
| 2000                                  | --      | Proprietario    | Daniel M. Rooney       |
| 2001                                  | 88      | WR              | Lynn Swann             |
| 2002                                  | 82      | WR              | John Stallworth        |
| 2009                                  | 26      | S               | Rod Woodson            |
| 2012                                  | --      | CB              | Jack Butler            |
| 2012                                  | 63      | C               | Dermontti Dawson       |
| 2015                                  | 36      | RB              | Jerome Bettis          |
| 2020                                  | 31      | SS              | Donnie Shell           |
| 2020                                  | 43      | SS              | Troy Polamalu          |

### Numeri ritirati
| Numeri ritirati dai Pittsburgh Steelers |                |       |          |       |
| N°                                      | Giocatore      | Ruolo | Stagioni | Note  |
| 70                                      | Ernie Stautner | DT    | 1950–63  | [ 2 ] |
| 75                                      | Joe Greene     | DT    | 1969–81  | [ 3 ] |

### Premi individuali
| MVP della NFL |                |       |
| Anno          | Giocatore      | Ruolo |
| 1957          | Bill Dudley    | HB    |
| 1978          | Terry Bradshaw | QB    |

| Difensore dell'anno |                |       |
| Anno                | Giocatore      | Ruolo |
| 1972                | Joe Greene     | DT    |
| 1974                | Joe Greene     | DT    |
| 1975                | Mel Blount     | CB    |
| 1976                | Jack Lambert   | LB    |
| 1993                | Rod Woodson    | CB    |
| 2008                | James Harrison | LB    |
| 2010                | Troy Polamalu  | S     |
| 2021                | T.J. Watt      | OLB   |

| MVP del Super Bowl |                 |       |
| SB                 | Giocatore       | Ruolo |
| IX                 | Franco Harris   | RB    |
| X                  | Lynn Swann      | WR    |
| XIII               | Terry Bradshaw  | QB    |
| XIV                | Terry Bradshaw  | QB    |
| XL                 | Hines Ward      | WR    |
| XLIII              | Santonio Holmes | WR    |

| Rookie offensivo dell'anno |                    |       |
| Anno                       | Giocatore          | Ruolo |
| 1972                       | Franco Harris      | RB    |
| 1984                       | Louis Lipps        | WR    |
| 2004                       | Ben Roethlisberger | QB    |

| Rookie difensivo dell'anno |               |       |
| Anno                       | Giocatore     | Ruolo |
| 1969                       | Joe Greene    | DT    |
| 1974                       | Jack Lambert  | LB    |
| 2001                       | Kendrell Bell | LB    |

| Comeback Player of the Year |                 |       |
| Anno                        | Giocatore       | Ruolo |
| 1984                        | John Stallworth | WR    |
| 1996                        | Jerome Bettis   | RB    |
| 2002                        | Tommy Maddox    | QB    |

### Record di franchigia
Carriera
| Record in carriera |                    |        |
| Categoria          | Giocatore          | Numero |
| Yard passate       | Ben Roethlisberger | 46.814 |
| TD passati         | Ben Roethlisberger | 301    |
| Yard ricevute      | Hines Ward         | 12.083 |
| TD su ric.         | Hines Ward         | 85     |
| Yard corse         | Franco Harris      | 11.950 |
| TD su corsa        | Franco Harris      | 91     |

Stagionali
| Record stagionali |                    |        |           |
| Categoria         | Giocatore          | Numero | Anno      |
| Yard passate      | Ben Roethlisberger | 5.129  | 2018      |
| TD passati        | Ben Roethlisberger | 32     | 2007 2014 |
| Yard ricevute     | Antonio Brown      | 1.834  | 2015      |
| TD su ric.        | Antonio Brown      | 15     | 2018      |
| Yard corse        | Barry Foster       | 1.690  | 1992      |
| TD su corsa       | Franco Harris      | 14     | 1976      |

## Rivalità
I Pittsburgh Steelers sono una delle squadre più note e vincenti della NFL e hanno sviluppato rivalità minori nel corso del tempo con avversari incontrati più volte in offseason, come gli Oakland Raiders (anni '80), Tennessee Titans (anni 2000) e New England Patriots (anni 2000-2010), oltre a una rivalità interstatale con i Philadelphia Eagles. Tuttavia le principali rivali degli Steelers sono Browns, Ravens, Bengals e Cowboys.

### Cleveland Browns
La rivalità tra Browns e Steelers è la più antica di tutta la AFC, risalendo al 1950. Spesso le partite tra queste squadre vengono definite Turnpike War. Le città di Pittsburgh e Cleveland sono vicine tra loro ed entrambe a base operaia. Inizialmente i Browns si imposero facilmente sugli Steelers, ma le cose cambiarono negli anni '70, con Cleveland che iniziò un lento declino e gli Steelers che si imposero come una delle principali squadre della lega. La rivalità, sentitissima e molto accesa sul campo, rallentò improvvisamente quando nel 1996 i Browns si trasferirono a Baltimora diventando i Baltimore Ravens. Gli Steelers si batterono per impedire questo cambio di città ed i loro tifosi, in occasione dell'ultima partita tra le squadre, si presentarono allo stadio con una fascia arancione al braccio in segno di solidarietà con i tifosi della franchigia dell'Ohio. Dalla rinascita dei Browns nel 1999 la rivalità ha ripreso il vigore usuale, anche se il momento buio dei Browns coincidente con la alta competitività degli Steelers dagli anni 2000 ad oggi ha leggermente sopito l'antipatia reciproca.

### Cincinnati Bengals
Sebbene non storica come la rivalità tra Steelers e Browns, la rivalità tra Bengals e Steelers è considerata essere molto accesa. La vicinanza tra la Pennsylvania e l'Ohio e alcuni incontri tra le due franchigie, sia in regular season sia nei playoffs (in special modo nel 2009 e nel 2016), hanno trasformato una rivalità "minore" preesistente in una fortissima inimicizia.

### Baltimore Ravens
I Ravens sono nati nel 1996 in seguito alla relocation nella città di Baltimora dei Cleveland Browns, i principali rivali fino ad allora degli Steelers. Ciò ha portato ad una rivalità dovuta alla competitività nella stessa division e al fatto che i tifosi di Pittsburgh vedano i Ravens come la "reincarnazione spirituale" degli odiatissimi Browns. Inoltre la dirigenza di Pittsburgh fu una delle pochissime voci in disaccordo con lo spostamento dei Browns a Baltimora, volendo mantenere l'antica rivalità con Cleveland. Nonostante la rinascita dei Browns e l'acuirsi della rivalità con i Bengals, numerosi tifosi degli Steelers considerano quella con i Ravens come la loro rivalità per eccellenza.

### Dallas Cowboys
La rivalità Steelers-Cowboys nasce con il contemporaneo periodo d'oro di entrambe le squadre negli anni '70. Le due franchigie si imposero a livello nazionale, conquistando titoli e tifosi fuori dalla loro zona geografica, creandosi un bacino di supporters a livello nazionale. Per di più allora le due squadre avevano filosofie di gioco diverse: Dallas giocava in maniera elegante, con l'eccellente passing game in attacco di Roger Staubach e la Doomsday Defence, mentre Pittsburgh aveva la nomea di essere squadra "operaia", con un solido rushing game e la leggendaria Steel Curtain in difesa. Questo ha generato una rivalità, nonostante Steelers e Cowboys non giocassero (e non giochino tuttora) nella stessa conference. Le due squadre si sono affrontate per ben tre volte in un Super Bowl (X, XIII, XXX), con la squadra della Pennsylvania vincente le prime due volte e quella texana campione nell'ultima. Questi tre incontri rendono Steelers-Cowboys la partita più volte disputatasi al Super Bowl.

## Nella cultura di massa
- Il rapper statunitense Wiz Khalifa ha scritto la canzone Black and Yellow riferendosi ai colori sociali dei Pittsburgh Steelers.
- Gli Steelers compaiono nel film del 2015 "Zona d'ombra".
- Tra i tifosi celebri degli Steelers si annoverano gli attori Joe Manganiello, Jake Gyllenhaal, Channing Tatum e Sharon Stone, il wrestler Kurt Angle, lo scrittore John Grisham e lo showman Seth Meyers. Anche le attrici Kate e Rooney Mara sono fans degli Steelers, in quanto bisnipoti dello storico fondatore Art Rooney, ma anche dei New York Giants in quanto allo stesso tempo bisnipoti del loro fondatore Tim Mara.
- Gli Steelers compaiono in varie puntate della serie This Is Us, i cui protagonisti sono tifosi della squadra.
- Gli Steelers vengono menzionati anche nel cinepanettone Vacanze di Natale, dove il giovane Luca Covelli, interpretato da Marco Urbinati, afferma di seguire la squadra e il campionato di football americano tramite Canale 5.

## La squadra
| Roster dei Pittsburgh Steelers |
| --- |
| Quarterback - 4 Kyle Allen - 2 Justin Fields - 3 Russell Wilson Running Back - 22 Najee Harris - 83 Connor Heyward FB - 84 Cordarrelle Patterson - 30 Jaylen Warren Wide Receiver - 19 Calvin Austin - 11 Van Jefferson - 13 Scotty Miller - 14 George Pickens - 10 Roman Wilson Tight End - 88 Pat Freiermuth - 81 MyCole Pruitt - 80 Darnell Washington Offensive Linemen - 74 Spencer Anderson G - 78 James Daniels G - 76 Troy Fautanu T - 54 Zach Frazier C - 77 Broderick Jones T - 62 Ryan McCollum C - 66 Mason McCormick G - 65 Dan Moore T - 73 Isaac Seumalo G Defensive Linemen - 57 Montravius Adams DT - 95 Keeanu Benton NT - 97 Cameron Heyward DT - 98 DeMarvin Leal DE - 74 Logan Lee DT - 92 Isaiahh Loudermilk DT - 94 Dean Lowry DT - 99 Larry Ogunjobi DT Linebacker - 51 Nick Herbig OLB - 56 Alex Highsmith OLB - 44 Tyler Matakevich ILB - 6 Patrick Queen ILB - 50 Elandon Roberts ILB - 93 Mark Robinson ILB - 90 T.J. Watt OLB - 41 Payton Wilson ILB Defensive Back - 30 Beanie Bishop CB - 25 DeShon Elliott SS - 34 Jalen Elliott FS - 39 Minkah Fitzpatrick FS - 26 Donte Jackson CB - 23 Damontae Kazee SS - 28 Miles Killebrew FS - 24 Joey Porter Jr. CB - 21 Darius Rush CB - 27 Cory Trice CB Special Team - 9 Chris Boswell K - 5 Cameron Johnston P - 46 Christian Kuntz LS Lista delle riserve - 60 Dylan Cook T (IR-DRF) - 71 Nate Herbig G (IR) - 55 Cole Holcomb ILB (PUP) - 49 Jeremiah Moon OLB (IR-DRF) - 33 David Perales OLB (IR) - 20 Cameron Sutton CB (Sospeso) - 29 Ryan Watts CB (IR) Squadra di allenamento - 18 Anthony Averett CB - 45 Jack Colletto FB - 31 Zyon Gilbert CB - 37 Thomas Graham Jr. CB - -- Devin Harper ILB - 38 Marcus Haynes OLB - -- Brandon Johnson WR - -- John Leglue G - -- Doug Nester G - -- Adetokunbo Ogundeji OLB - -- Boston Scott RB - -- Ben Skowronek WR - 79 Jacob Slade DE - 35 Jonathan Ward RB - 87 Rodney Williams TE Roster aggiornato al 30 agosto 2024 53 attivi, 7 inattivi, 15 nella squadra di allenamento |
| Legenda - I rookie sono in corsivo. - Il primo ruolo è il principale mentre gli eventuali successivi indicano i ruoli secondari. - (IR) sta per Injured Reserve ed indica la lista ristretta per un solo giocatore infortunato che può tornare ad allenarsi dopo la settimana 6 e a rientrare in prima squadra dopo che questa ha giocato 8 partite. - (NF-Inj.) / (NF-Ill.) stanno rispettivamente per Non-Football Injured e Non-Football Illness ed indicano le liste dove viene inserito un giocatore che ha un infortunio o una malattia non dipendente dal football americano. - (PUP) sta per Physically Unable to Perform ed indica la lista dove viene inserito un giocatore mentre è in attesa di recuperare la condizione fisica. Nella stagione regolare dopo la sesta partita giocata dalla propria squadra, il giocatore ha tempo tre settimane per riprendere ad allenarsi, più tre settimane aggiuntive dal suo rientro agli allenamenti per rientrare in prima squadra. |

## Staff

### Allenatori
| Legenda | Legenda                                                         |
| ------- | --------------------------------------------------------------- |
| PA      | Partite allenate                                                |
| V       | Vittorie                                                        |
| S       | Sconfitte                                                       |
| P       | Pareggio                                                        |
| V%      | Percentuale di vittorie                                         |
|         | Ha trascorso l'intera sua carriera da allenatore con i Steelers |
|         | Eletto nella Pro Football Hall of Fame                          |

Note: Statistiche aggiornate a fine stagione 2022.
| Num.                | Nome            | Stagione/i    | PA                | V                 | S                 | P                 | V%                | PA      | V       | S       | Successi                                         | Note |
| Num.                | Nome            | Stagione/i    | Stagione regolare | Stagione regolare | Stagione regolare | Stagione regolare | Stagione regolare | Playoff | Playoff | Playoff | Successi                                         | Note |
| ------------------- | --------------- | ------------- | ----------------- | ----------------- | ----------------- | ----------------- | ----------------- | ------- | ------- | ------- | ------------------------------------------------ | ---- |
| Pittsburgh Pirates  |                 |               |                   |                   |                   |                   |                   |         |         |         |                                                  |      |
| 1                   | Forrest Douds   | 1933          | 11                | 3                 | 6                 | 2                 | .364              | —       | —       | —       |                                                  |      |
| 2                   | Luby DiMeolo    | 1934          | 12                | 2                 | 10                | 0                 | .167              | —       | —       | —       |                                                  |      |
| 3                   | Joe Bach        | 1935–1936     | 24                | 10                | 14                | 0                 | .417              | —       | —       | —       |                                                  |      |
| 4                   | John McNally    | 1937–1939     | 25                | 6                 | 19                | 0                 | .240              | —       | —       | —       |                                                  |      |
| 5                   | Walt Kiesling   | 1939–1940     | 19                | 3                 | 13                | 3                 | .237              | —       | —       | —       |                                                  |      |
| Pittsburgh Steelers |                 |               |                   |                   |                   |                   |                   |         |         |         |                                                  |      |
| 6                   | Bert Bell       | 1941          | 2                 | 0                 | 2                 | 0                 | .000              | —       | —       | —       |                                                  |      |
| 7                   | Aldo Donelli    | 1941          | 5                 | 0                 | 5                 | 0                 | .000              | —       | —       | —       |                                                  |      |
| —                   | Walt Kiesling   | 1941–1944     | 35                | 13                | 20                | 2                 | .400              | —       | —       | —       |                                                  |      |
| 8                   | Jim Leonard     | 1945          | 10                | 2                 | 8                 | 0                 | .200              | —       | —       | —       |                                                  |      |
| 9                   | Jock Sutherland | 1946–1947     | 23                | 13                | 9                 | 1                 | .587              | 1       | 0       | 1       |                                                  |      |
| 10                  | John Michelosen | 1948–1951     | 48                | 20                | 26                | 2                 | .438              | —       | —       | —       |                                                  |      |
| —                   | Joe Bach        | 1952–1953     | 24                | 11                | 13                | 0                 | .458              | —       | —       | —       |                                                  |      |
| —                   | Walt Kiesling   | 1954–1956     | 36                | 14                | 22                | 0                 | .389              | —       | —       | —       |                                                  |      |
| 11                  | Buddy Parker    | 1957–1964     | 104               | 51                | 47                | 6                 | .519              | —       | —       | —       |                                                  |      |
| 12                  | Mike Nixon      | 1965          | 14                | 2                 | 12                | 0                 | .143              | —       | —       | —       |                                                  |      |
| 13                  | Bill Austin     | 1966–1968     | 42                | 11                | 28                | 3                 | .298              | —       | —       | —       |                                                  |      |
| 14                  | Chuck Noll      | 1969–1991     | 342               | 193               | 148               | 1                 | .566              | 24      | 16      | 8       | Vince 4 Super Bowl (IX, X, XIII, XIV)            |      |
| 15                  | Bill Cowher     | 1992–2006     | 240               | 149               | 90                | 1                 | .623              | 21      | 12      | 9       | Vince Super Bowl XL NFL Coach of the year (1992) |      |
| 16                  | Mike Tomlin     | 2007–presente | 258               | 163               | 93                | 2                 | .636              | 17      | 8       | 9       | Vince Super Bowl XLIII                           |      |

### Staff attuale
| Staff dei Pittsburgh Steelers |
| --- |
| Organi dirigenziali - Proprietario/presidente – Art Rooney II - Vice presidente – Art Rooney Jr. - Vice presidente del personale dei giocatori – Dan Rooney Jr. - General manager – Omar Khan - Assistente general manager – Andy Weidl - Direttore degli osservatori dei giocatori – Mark Sadowski - Assiste direttore degli osservatori dei giocatori – Max Gruder - Direttore degli osservatori del college – Dan Colbert - Direttore degli osservatori dei professionisti – Sheldon White - Direttore dell'amministrazione del football – Cole Marcoux - Direttore dello sviluppo dei giocatori – Darrel Young Capo allenatore - Mike Tomlin Altri allenatori - Preparatore atletico – Phil Matusz - Assistente p.a. – Justus Galac - Senior conditioning coordinator – Garrett Giemont - Coordinatore scienza sportiva – Roderick Moore Allenatori dell'attacco - Coordinatore offensivo – Arthur Smith - Quarterback – Tom Arth - Running back – Eddie Faulkner - Wide receiver – Zach Azzanni - Tight end – Alfredo Roberts - Offensive line – Pat Meyer - Assistente offensive line – Isaac Williams - Assistente attacco – Matt Baker - Assistente attacco – Mateo Kambui Allenatori della difesa - Coordinatore difensivo – Teryl Austin - Defensive line – Karl Dunbar - Outside linebacker – Denzel Martin - Inside linebacker – Scott McCurley - Defensive back – Gerald Alexander - Assistente linea secondaria – Anthony Midget - Controllo qualità difesa – Jason Brooks Allenatori dello special team - Coordinatore special team: Danny Smith |

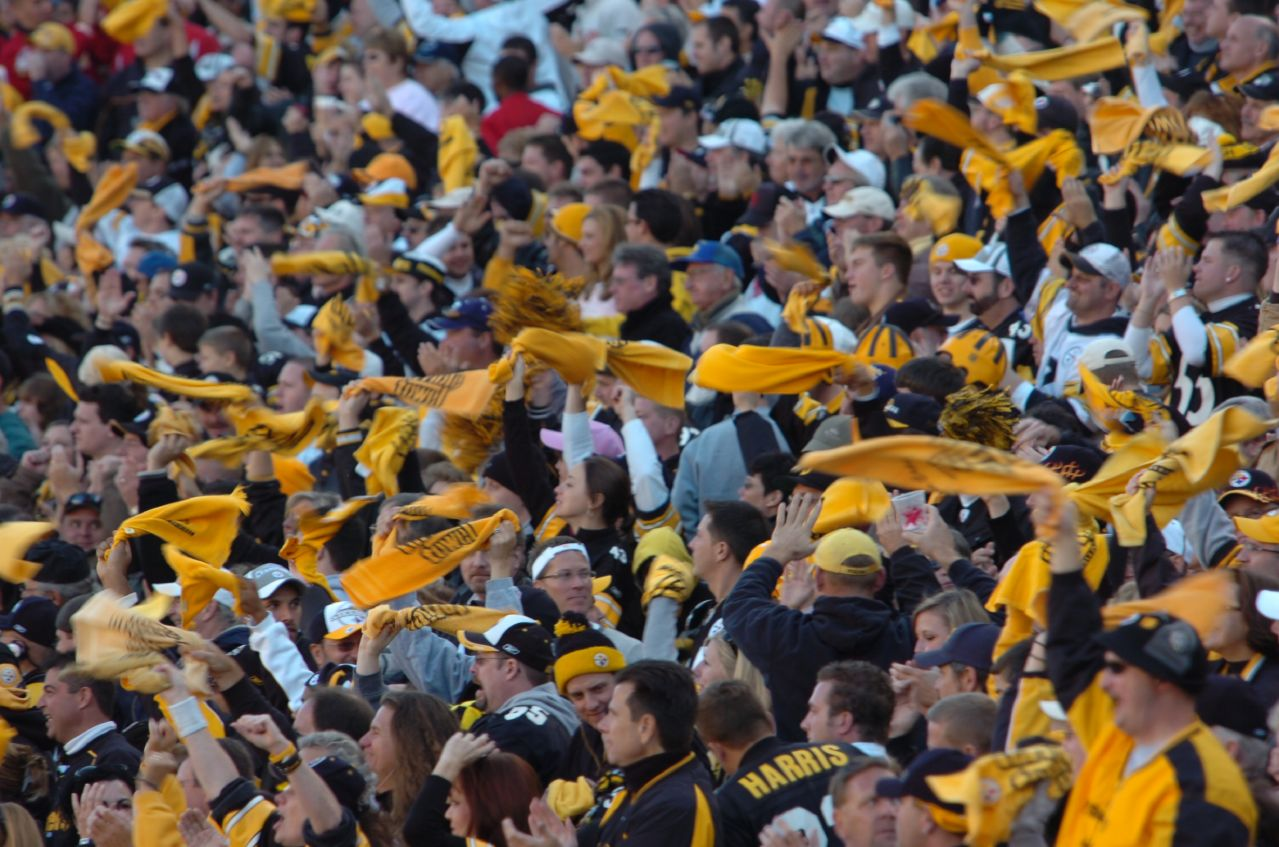
Terrible Towel

## Terrible Towel
Il Terrible Towel è il famoso simbolo della tifoseria dei Pittsburgh Steelers. La sua prima apparizione avvenne il 27 dicembre 1975, in una gara di playoff contro i Baltimore Colts.